# Ben Wang
Ben Wang, född 1 januari 2000 i Shanghai, är en amerikansk skådespelare. 
Han är bland annat känd för att spela rollen som Jin Wang i Disney+-serien American Born Chinese, samt för rollen som Bo i sportdramafilmen Chang Can Dunk (även den på Disney+). Wang spelar en av de ledande rollerna i actionfilmen Karate Kid: Legends (2025).

## Bakgrund och utbildning
Wang föddes på nyårsdagen år 2000 i Kinas största stad Shanghai. Hans föräldrar skilde sig när han var fyra år gammal, och två år senare lämnade han och hans mor Kina för att immigrera till USA. I USA bodde han under barndomen växelvis med modern och med sina morföräldrar i småstaden Northfield i Minnesota. Wang studerade under en period på ett musikteaterprogram vid New York University.

## Karriär
Wangs första stora roll var som Eli Brown i ett avsnitt av TV-serien MacGyver ("Banh Bao + Sterno + Drill + Burner + Mason"), som sändes under år 2021. År 2023 spelade han rollen som Bo i Disney+-filmen Chang Can Dunk. Wang spelade huvudrollen som gymnasieeleven Jin Wang i sitcomserien American Born Chinese (även den på Disney+), som hade premiär i maj samma år.
I februari 2024 tillkännagavs det att Wang skulle spela huvudrollen som Li Fong i Karate Kid: Legends. Han spelar bland annat mot Ralph Macchio och Jackie Chan.

## Privatliv
Wang talar flytande engelska och mandarinkinesiska. Han är också en skicklig kampsportare i bland annat karate, kenpo, kung-fu (främst wing chun), kumdo och taekwondo.

## Filmografi (i urval)

### Filmer
- 2022 – Sex Appeal
- 2023 – Chang Can Dunk
- 2024 – Mean Girls
- 2025 – Karate Kid: Legends
- 2025 – The Long Walk
- 2026 – The Hunger Games: Sunrise on the Reaping

### TV-serier
- 2021 – MacGyver (TV-serie)
- 2021 – The Last O.G. (TV-serie)
- 2022 – Search Party (TV-serie)
- 2023 – American Born Chinese (TV-serie)
- 2024 – Bob's Burgers (TV-serie) (röst)